# Levopropoxyphene
Levopropoxyphen là một chất chống ho. Nó là một đồng phân quang học của dextropropoxyphen. Hỗn hợp chủng được gọi là propoxyphen. Chỉ có đồng phân dextro (dextropropoxyphen) có tác dụng giảm đau; đồng phân levo dường như chỉ phát huy tác dụng chống ho. Nó trước đây được bán ở Mỹ bởi Eli Lilly dưới tên thương mại Novrad (một sự đảo ngược của Darvon) như một chất chống hăm.

## Tổng hợp

Tổng hợp propoxyphen

1. Phản ứng Mannich của propiophenone với formaldehyd và dimethylamine liên kết với aminoketone tương ứng.
2. Phản ứng của ketone với benzylmagiê bromide tạo ra rượu amin. Điều đáng lưu ý là chất trung gian này không thể hiện hoạt động giảm đau trong các thử nghiệm trên động vật.
3. Quá trình este hóa của rượu bằng phương pháp anhydride propionic liên kết với propionate.[4]

### Chirality
Sự hiện diện của hai trung tâm trị liệu trong phân tử này có nghĩa là hợp chất có thể tồn tại dưới dạng bất kỳ trong số bốn đồng phân. Hoạt tính sinh học đã được tìm thấy có liên quan đến đồng phân α. Độ phân giải của đồng phân đó thành các phản ứng quang học của nó cho thấy đồng phân d là thuốc giảm đau tích cực; bây giờ được ký hiệu là propoxyphen. Các đồng phân l gần như không có hoạt động giảm đau; tuy nhiên, hợp chất này cho thấy hoạt động chống hăm hữu ích và được đặt tên là levopropoxyphen.     